# 赵志远
趙志遠（1968年4月—），山东蓬莱人，汉族，中国共产党党员。中华人民共和国政治人物、外交官。现任外交部部长助理，在职研究生，管理学博士。

## 生平
1986年9月至1990年7月，趙志遠在吉林工業大學管理學院工業管理工程專業學習。畢業後歷任威海市信息中心科员、威海市政府办公室秘书、副科级秘书、正科级秘书；1997年至2002年9月任威海国际信托投资公司总经理助理、驻美國办事处主任；总经理助理、党委委员兼驻美国办事处主任；投资服务中心主任、党委委员。
2002年9月至2002年12月任中共诸城市委副书记；2002年12月至2005年2月中共高密市委副书记；2005年2月至2007年12月任中共高密市委副书记、市长，在此期间，他曾於2002年9月至2007年7月在北京交通大学管理科学与工程专业学习，並且獲得管理学博士学位。
2007年12月出任潍坊高新技术产业开发区党工委副书记、管委会主任；2008年8月至2009年12月任潍坊市市长助理、市政府党组成员兼潍坊高新技术产业开发区党工委副书记、管委会主任，2009年12月至2012年2月升任副廳級，並兼任潍坊高新技术产业开发区党工委书记；2012年2月任潍坊市委常委，2013年3月任山東省第七批援藏干部领队，升任正厅级，同年4月任山东省人民政府副秘书长，並於同年7月兼任西藏自治區日喀则地委副书记、行署常务副专员；日喀则撤地建市後任市委副书记、市政府常务副市长至2016年6月。
2016年9月不再擔任山东省人民政府副秘书长，任山东省地质矿产勘查开发局局长、党委书记。2018年10月任中共东营市委副书记、市长。
2020年9月不再擔任東營市長。10月，出任中华人民共和国驻埃塞俄比亚大使。2024年5月，自驻埃塞俄比亚大使离任，任中华人民共和国外交部部长助理。